# Coniopteryx (Coniopteryx) delta
Coniopteryx (Coniopteryx) delta is een insect uit de familie van de dwerggaasvliegen (Coniopterygidae), die tot de orde netvleugeligen (Neuroptera) behoort. 
Coniopteryx (Coniopteryx) delta is voor het eerst wetenschappelijk beschreven door Victor Johnson in 1981.
Het holotype is afkomstig van Catemaco in de Mexicaanse deelstaat Veracruz.